# Великий ескерний парк
42°14′12″ пн. ш. 70°55′47″ зх. д. / 42.2367° пн. ш. 70.9297° зх. д.Великий ескерний парк розташований у Веймуті, штат Массачусетс, США. Парк здебільшого складається з геологічної формації, відомої як ескер — звивистий хребет шаруватого піску та гравію, утворений льодовиком 12 000 років тому. 
Парк розташований уздовж річки Веймут-Бек, навпроти парку Бере-Коув у Гінгемі, штат Массачусетс.

## Інтернет-ресурси
- Weymouth Back River Reservation map
- Weymouth's Great Esker park, an interesting geological formation along the Back River
- Great Esker Park in Weymouth
- Back River Bob-Obituary